# قاعدة حامات الجوية
قاعدة حامات الجوية هي قاعدة تتبع للقوات الجوية اللبنانية وتقع في بلدة حامات في لبنان.

## الإنشاء والتأسيس
بنيت القاعدة في العام 1976 إبان الحرب الأهلية اللبنانية، وذلك من قبل حزب الكتائب اللبنانية في منطقة (وجه الحجر) العقارية وأطلق عليه اسم مطار بيار الجميل الدولي. ولكنها لم تكتمل ولم توضع موضع التنفيذ، ولم يستخدم المطار إطلاقا لأغراض مدنية. وقد تعرّض المدرج الوحيد فيه لأضرار بالغة نتيجة القصف الذي تعرّض له.

## بعد الحرب
عند انتهاء الحرب الأهلية، تحوّل المطار المذكور بعد ترميمه إلى حلبة لسباقات السيارات.
 في ما بعد، تحوّلت هذه المنشآت إلى مركز للجيش اللبناني، حيث كانت بعض الأفواج تمارس فيها التدريبات من وقت إلى آخر. ومع بداية العام 2010، انتقَلَت مدرسة القوات الخاصة إلى نقطة مجاورة للمطار، وبتاريخ 25/11/2010 صدر القرار بإنشاء قاعدة حامات الجويّة التي بدأت قيادتها وعناصرها العمل فعليًا مع بداية العام 2011.

فكُلِّف فوج الأشغال المستقلّ بتشييد الأساسات لمرائب مؤقتة للطائرات (Shelters). كما كُلِّفَت مديرية الهندسة بترميم المبنى الذي تشغله القاعدة.

## مهمات القاعدة
- المحافظة على المجال الجوّي الوطني
- تقديم الدعم الجوّي للوحدات البريّة والبحريّة
- تنفيذ مهمات خاصة (إنمائية وبيئيّة)